# Akwẽ
Akwẽ (Acua, Akuê, Akwen, A’wen, A’we, Awen), skupina plemena i jezika porodice Gé indijanaca, jezična podskupina acua, nastanjenih na području istočnog Brazila u državama Mato Grosso, Tocantins, Goiás, Piauí, Bahia i Minas Gerais. Naziv Akwẽ obuhvaća plemena Xavante (Puscití, Tapacuá, Crisca) i Xerente koji sebe nazivaju oblicima tog imena, kao i jezično srodno pleme Xakriabá ili Chikriaba. 
S plemenima Akroa i Jeicó (Geicó) jezično čine centralnu gé skupinu.